# Parotocinclus jumbo
Parotocinclus jumbo (Паротоцинклюс великий) — вид сомоподібних риб з роду Parotocinclus родини лорікарієвих.

## Опис
Загальна довжина сягає 5,8 см. Голова доволі широка, трохи сплощена зверху. Лоб великий, широкий, тупий. На морді є довгі, лопатоподібні, у формі серця одонтоди (шкіряні зубчики). Очі невеличкі. Тулуб подовжений, приосадкуватий, вкрито кістковими пластинками. На череві пластини нерівно розташовані. Спинний плавець низький, складається з 8 м'яких променів. Грудні та черевні плавці широкі, проте останні поступаються розмірами першим. Жировий плавець відсутній. Черевні плавці у самців подовжені, їх кінці загострені, сягають анального плавця. У самиць черевні плавці коротше, з більш-менш округлими кінцями. Анальний плавець складається з 6 м'яких променів. Хвостовий плавець витягнутий, усічений.
Забарвлення жовтувато-охряне, схоже на мармур з різними відтінками світло-сірих та темно-сірих кольорів. На тулубі багато цяток темно-коричневого кольору. На спині є сірі плями різних відтінків. Нижня частина сірувато-жовта.

## Спосіб життя
Це демерсальна риба. Зустрічається в мілководних річках і струмках, з піщаним дном. Утворює невеличкі косяки. При небезпеці закопується до ґрунту. Активна вдень, тримається дна. Живиться м'якими водоростями, а також личинками комах.

## Розповсюдження
Мешкає у річках Параїба-де-Норте, Піранхас, Канхотінхо, Мундау, Салгадо (Бразилія).